# Cardiophorus nigripes
Cardiophorus nigripes is een keversoort uit de familie kniptorren (Elateridae). De wetenschappelijke naam van de soort is voor het eerst geldig gepubliceerd in 1898 door Schwarz.